# Liam Scales
Liam Scales, né le 8 août 1998 à Wicklow en Irlande, est un footballeur international irlandais qui évolue au poste de défenseur central au Celtic FC.

## Biographie

### En club
Né à Wicklow en Irlande, Liam Scales est formé par le club local de l'UC Dublin.
Le 27 novembre 2019, est annoncé le transfert de Liam Scales au Shamrock Rovers. Il joue son premier match sous ses nouvelles couleurs le 15 février 2020 contre le Bohemians FC, en championnat. Il entre en jeu à la place de Joey O'Brien et son équipe s'impose par un but à zéro. Scales devient un joueur clé de cette équipe, où il s'impose comme un titulaire dans une défense à trois. Avec les Shamrock Rovers il est sacré champion d'Irlande en 2020, obtenant le premier trophée de sa carrière.
Il joue ses deux premiers matchs de Ligue des champions, lors de la double confrontation face au ŠK Slovan Bratislava, le 7 juillet 2021 (défaite 2-0 de Shamrock) et le 13 juillet suivant (victoire 2-1 de Shamrock).
Le 27 août 2021, Liam Scales est recruté par le Celtic FC, en Écosse, pour un contrat de quatre ans,.
Le 21 juin 2022, Liam Scales rejoint l'Aberdeen FC sous la forme d'un prêt d'une saison.
De retour au Celtic à l'été 2023, Scales est réintégré à l'équipe première et s'impose comme un titulaire dans la défense des Bhoys. Il contribue au 54e sacre de son équipe dans le championnat écossais (son deuxième titre personnel dans cette compétition) lors de la saison 2023-2024 et figure l'équipe-type du championnat cette saison-là.
Il est récompensé de ses prestations en signant un nouveau contrat avec le Celtic le 3 mai 2024, valable jusqu'en mai 2028.

### En sélection
Avec les espoirs, il joue quatre rencontres rentrant dans le cadre des éliminatoires de l'Euro espoirs 2021.
Le 7 septembre 2021, Scales figure sur le banc des remplaçants de l'équipe nationale A, sans entrer en jeu, lors d'une rencontre face à la Serbie (score : 1-1). En octobre 2021, Liam Scales est convoqué pour le rassemblement de l'équipe nationale d'Irlande, en raison de l'absence de Ryan Manning sur blessure.

## Palmarès

### En club
Shamrock Rovers
- Championnat d'Irlande
  - Champion : 2020.

 Celtic FC
- Championnat d'Ecosse
  - Champion : 2022, 2024, et 2025
- Coupe de la Ligue écossaise
  - Vainqueur : 2021 et 2024
- Coupe d'Écosse
  - Finaliste  en 2025

### Distinctions personnelles
- Membre de l'équipe-type de Scottish Premiership en 2024.